# 마른강

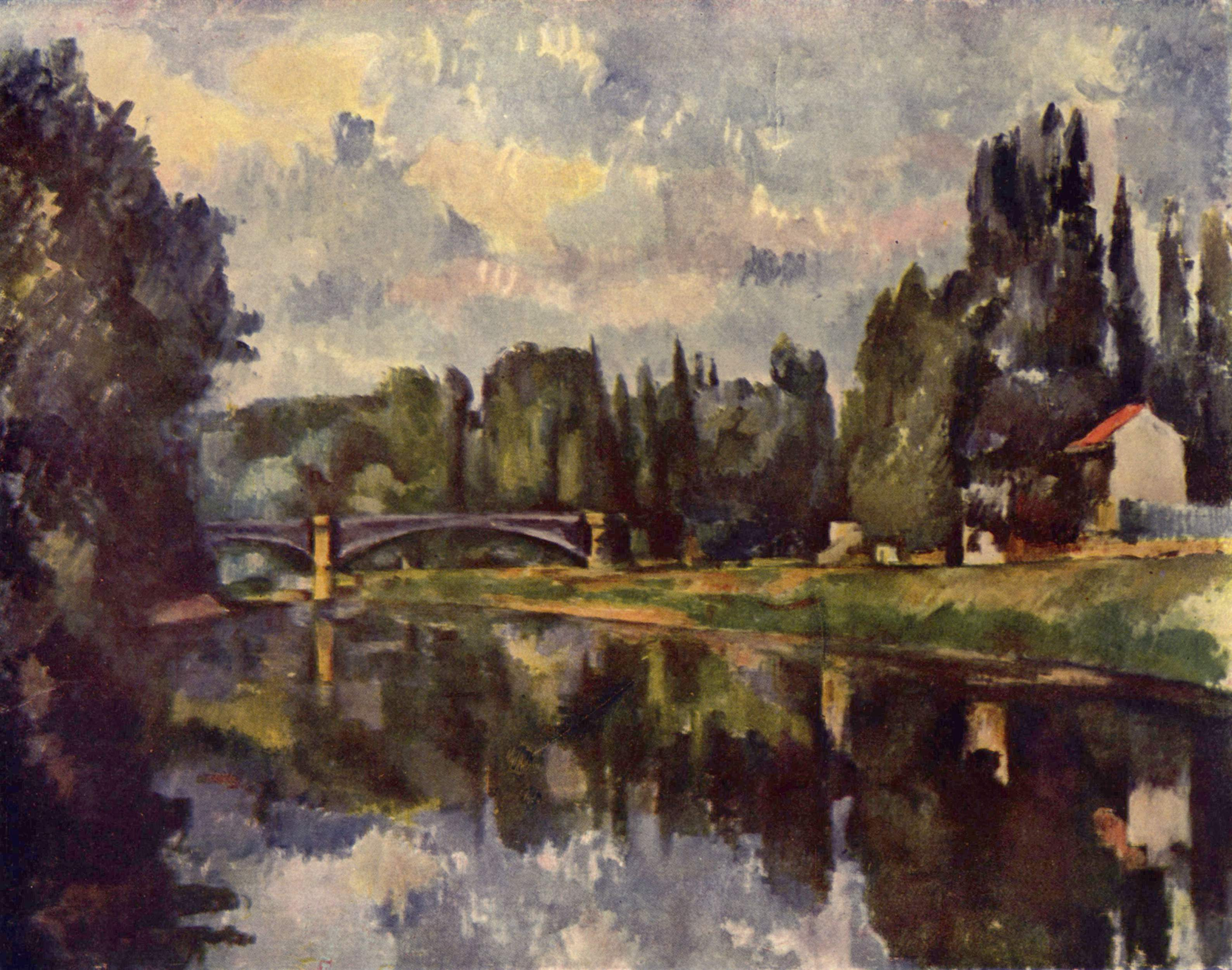
마른강, 화가 폴 세잔

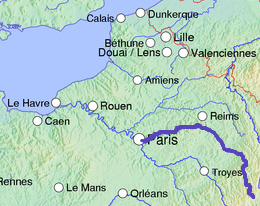
마른강의 위치

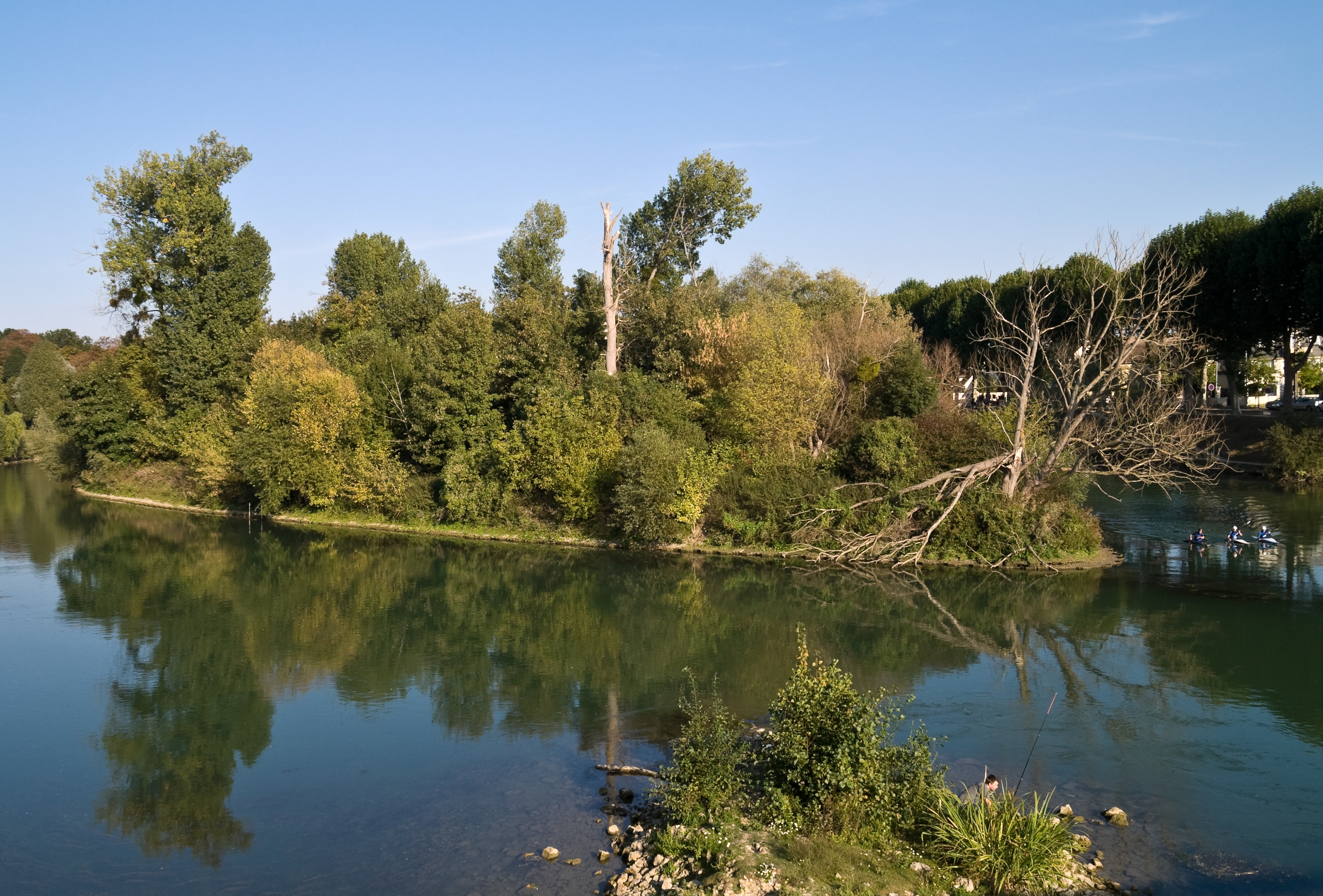
마른강 사진

마른강(Marne)은 프랑스 파리의 동쪽, 남동쪽에 걸쳐있는 센강의 지류이며, 길이는 524 킬로미터이다. 발드마른주 샤랑통르퐁에서 센강에 합류한다. 제1차 마른강 전투와 제2차 마른강 전투가 일어난 곳이다

## 마른강에 접한 주요 지역
- 그랑테스트 오트마른주 쇼몽, 생디지에
- 그랑테스트 마른주 샬롱앙샹파뉴
- 오드프랑스 엔주 샤토티에리
- 일드프랑스 센에마른주 모 (프랑스), 라니쉬르마른, 토르시 셸
- 일드프랑스 발드마른주 노장쉬르마른, 크레테유, 샤랑통르퐁, 샹피니쉬르마른, 생모르데포세, 생모리스, 르페뢰쉬르마른